# Phyllagathis suberalata
Phyllagathis suberalata är en tvåhjärtbladig växtart som beskrevs av Carlo Hansen. Phyllagathis suberalata ingår i släktet Phyllagathis och familjen Melastomataceae. Inga underarter finns listade i Catalogue of Life.